# Anomioptera tresalba
Anomioptera tresalba är en tvåvingeart som beskrevs av Marshall 1998. Anomioptera tresalba ingår i släktet Anomioptera och familjen hoppflugor. Inga underarter finns listade i Catalogue of Life.